# Raphael Maklouf
Raphael Maklouf (né à Jérusalem en 1937) est un sculpteur et médailleur britannique.
Élève à la Camberwell School of Art jusqu'en 1958, il devient chargé de cours les dix années suivantes. Il est membre de la Société royale des sculpteurs britanniques depuis 1979. 
Outre de nombreuses médailles il a conçu le portrait de la reine Élisabeth II des pièces britanniques de 1985 à 1997.
Il est également connu pour les sculptures des quinze stations de la Croix de la cathédrale de Brentwood.